# Аль-Ахли Юнайтед банк
Ahli United Bank BSC (AUB) — кувейтско-бахрейнская банковская группа. Название «Al-Ahli» в переводе с арабского означает «С благословения Аллаха».

## Хроника развития
В июне 1966 г. в Лондоне был основан Объединённый Банк Кувейта (United Bank of Kuwait PLC (UBK)), а в декабре 1977 г. в Бахрейне был создан Коммерческий банк аль-Ахли (Ahli Commercial Bank BSC (ACB)). В апреле 2000 г. банки UBK и ACB учредили Аль-Ахли Юнайтед банк (Ahli United Bank (AUB)) и стали его дочерними банками. В декабре того же года AUB начал деятельность в Бахрейне.
В мае 2001 г. Коммерческий банк аль-Ахли (ACB) приобрёл Коммерческий банк Бахрейна (Commercial Bank of Bahrain (CBB)), после чего в результате слияния этих банков был создан новый банк Аль-Ахли Юнайтед Банк (Бахрейн) (Ahli United Bank (Bahrain) BSC (AUBB)).
Проведённое в июле 2001 г. публичное размещение акций AUB принесло 157 млн $. В августе 2002 г. AUB аккумулировал у себя 40 % акций уставного капитала Банка Кувейта и Ближнего Востока (Bank of Kuwait and The Middle East, BKME).
В январе 2003 г. Объединённый Банк Кувейта (UBK) сменил наименование на Аль-Ахли Юнайтед Банк (Великобритания) (Ahli United Bank (UK) PLC (AUBUK)). В апреле 2004 г. AUB приобрёл 40 % акций банка Аль-Ахли банк Катара (Al-Ahli Bank of Qatar QSC, ABQ) посредством увеличения его капитала и заключил 10-летний контракт на управление этим банком.
В июле 2005 г. произошло присоединение банка Аль-Ахли Юнайтед Банк (Бахрейн) (AUBB) к Аль-Ахли Юнайтед банку (AUB). В августе AUB увеличил свой пакет акций уставного капитала Банка Кувейта и Ближнего Востока (Bank of Kuwait and The Middle East, BKME) до 75 %. В декабре 2005 г. AUB приобрёл 49 % акций Коммерческого банка Ирака (Commercial Bank of Iraq). В августе 2006 г. AUB приобрёл 49 % акций египетского Международного банка Дельта (Delta International Bank S.A.E, Egypt).
В ноябре 2006 г. AUB заключил кредитное соглашение с International Finance Corporation (IFC) на 200 млн $ — крупнейшее кредитное соглашение в регионе на сегодняшний день.
В мае 2007 г. Международного банка Дельта (Египет) сменил наименование на Аль-Ахли Юнайтед Банк (Египет) (Ahli United Bank (Egypt) SAE). В декабре AUB приобрёл 35 % акций Ахли банка S.A.O.G. (Ahli Bank S.A.O.G.), ранее называвшегося Жилищный банк Альянс S.A.O.G. (Alliance Housing Bank S.A.O.G.).

## Номинации
- «Банк года 2003» по версии журнала The Banker
- «Банк года 2004» по версии журнала The Banker
- «Лучший банк Ближнего Востока и Африки 2006» по версии журнала Global Finance
- «Лучший банк Бахрейна 2006» по версии журнала Euromoney
- «Global Bank года 2006 — Ближний Восток» и «Банк года 2006 — Бахрейн» по версии журнала Banker
- «Лучший банк Ближнего Востока 2007» по версии журнала Global Finance
- «Лучший банк Ближнего Востока 2007» по версии журнала Euromoney
- «Банк года 2007 — Бахрейн» по версии журнала The Banker
- «Лучший банк Бахрейна 2008» по версии журнала Euromoney
- «Лучший коммерческий банк Бахрейна 2008» по версии AsiaMoney
- В октябре 2008 г. Standard & Poor’s присвоило AUB долгосрочный кредитный рейтинг «A-» (стабильный)
- В ноябре 2008 и в октябре 2009 гг. JP Morgan Chase удостоил AUB своей премии «Elite Quality Recognition Award for Operating Excellence»
- «Банк года 2008 — Бахрейн» по версии журнала The Banker
- «Лучший иностранный обменный банк Ближнего Востока 2009» по версии журнала Global Finance
- «Лучший поставщик торгового финансирования в Бахрейне 2009» по версии журнала Global Finance
- «Лучший банк Ближнего Востока 2009» по версии журнала Global Finance
- «Лучший иностранный поставщик услуг по обмену валют на Ближнем Востоке 2010» по версии журнала Global Finance
- «Банк года 2009 — Бахрейн» по версии журнала The Banker
- «Лучший частный банк в Бахрейне 2010» по версии журнала Euromoney
- «Лучший банк Бахрейна 2010» по версии журнала Global Finance
- «Лучший банк Бахрейна 2010» по версии журнала Euromoney
- «Лучший иностранный поставщик услуг по обмену валют, Ближний Восток и Бахрейн 2011» по версии журнала Global Finance
- «Банк года 2010 — Бахрейн» по версии журнала The Banker
- «Лучший иностранный обменный банк Ближнего Востока 2011» по версии журнала Global Finance
- «Лучший Местный Банк — Бахрейн 2010» по версии журнала Emea Finance
- «Лучший поставщик торгового финансирования в Бахрейне 2011» по версии журнала Global Finance